# 3e division de cavalerie (France)
La 3e division de cavalerie est une division de cavalerie de l'Armée de terre française qui a participé à la Première Guerre mondiale.

## Création et différentes dénominations
- 1873 : 3e division de cavalerie
- février 1940 : donne naissance à la 3e division légère et à la 5e division légère

## Les chefs de corps
- mars 1871 - : général Ressayre
- 8 septembre 1887 : général Bonie
- 30 juillet 1889 : général Zeude
- 29 décembre 1890 - 1er mars 1896 : général Lafouge
- 3 mars 1896 : général Mennessier de La Lance
- 28 octobre 1899 - 12 octobre 1901 : général de Benoist
- 7 janvier 1903 : général Trémeau
- 29 janvier 1904 - 21 novembre 1907 : général Marion
- 2 août 1914 - 5 avril 1916 : général Lastours
- 5 avril 1916 : général de Boissieu
- 1925 : général Sauvage de Brantes (pl)[1]
- 20 février 1934 : général Audibert
- 4 mai 1936 : général d'Humières
- 22 novembre 1938 - 1er juillet 1940 : général Petiet

## La Première Guerre mondiale

### Composition
- 4e Brigade de Cuirassiers - Douai. Cette brigade est dissoute en juin 1916[2]

4e Régiment de Cuirassiers - Cambrai
9e Régiment de Cuirassiers - Douai
6e Régiment de Chasseurs à Cheval - Évreux
- 13e Brigade de Dragons - Compiègne

5e Régiment de Dragons - Compiègne
21e Régiment de Dragons - Saint-Omer
19e Régiment de Chasseurs à Cheval - La Fère
- 3e Brigade de Cavalerie Légère - Meaux

3e Régiment de Hussards - Senlis
8e Régiment de Hussards - Meaux

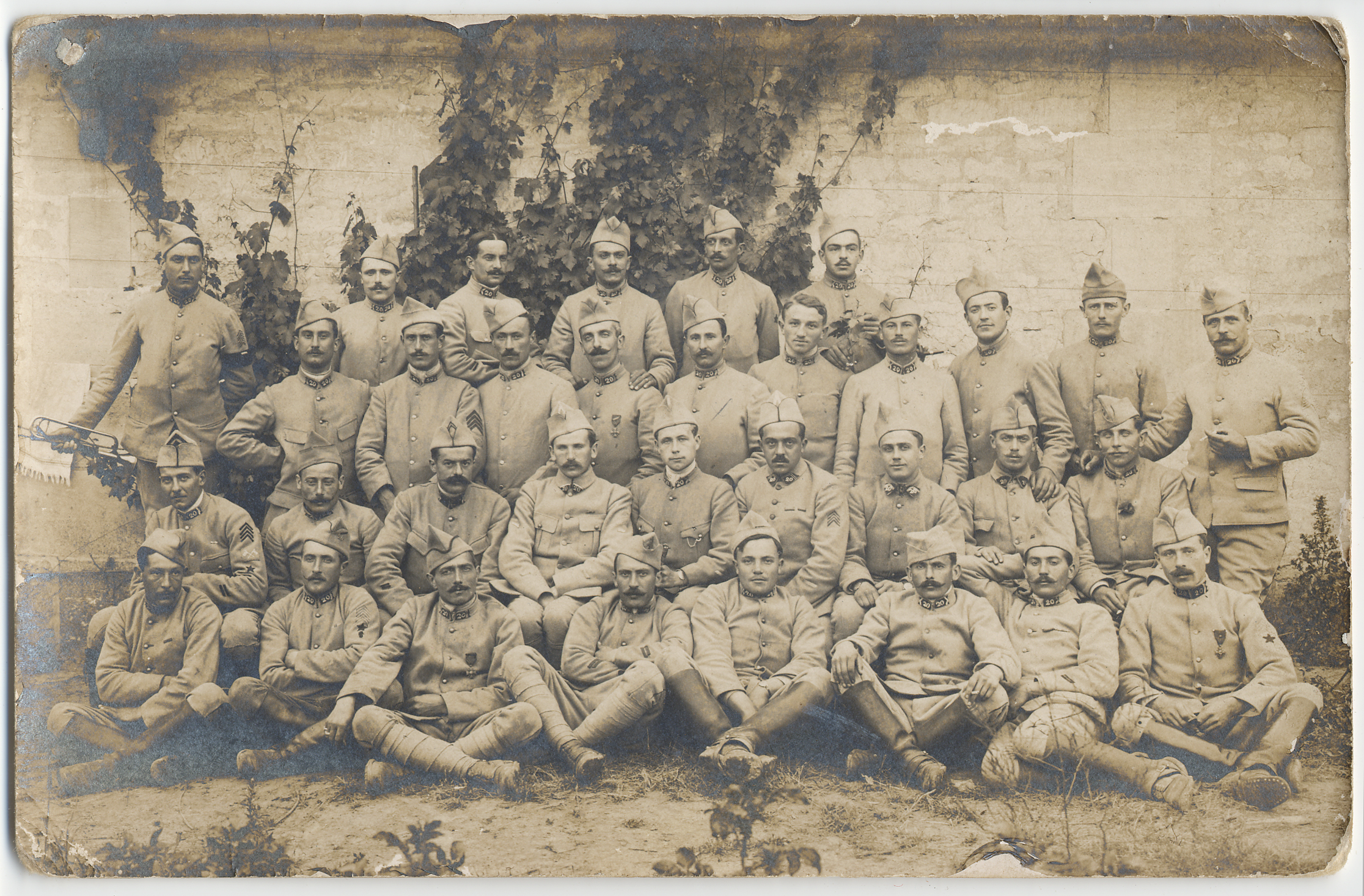
Cavaliers du, juin 1918.

- 10e Brigade de Dragons - Limoges, à partir de juillet 1916[3].

15e Régiment de Dragons - Libourne
20e Régiment de Dragons - Limoges
- Éléments organiques divisionnaires

3e Groupe Cycliste du 18e Bataillon de Chasseurs à Pied
4e Groupe à Cheval du 42e Régiment d'Artillerie de Campagne
Sapeurs Cyclistes du 3e Régiment du Génie
Groupe d'automitrailleuses et autocanons : 2e, 3e et 12e  GAMAC

### Historique

#### 1914
- mobilisation dans la 6e région.
- 31 juillet - 5 août : transport par V.F. dans la région d'Aubenton.
- 5 - 15 août : exploration de la rive droite de la Meuse, en direction de Dinant et de Liège.
- 15 - 22 août : exploration au nord de la Sambre ; à partir du 21 août, engagement sur la Sambre à l'ouest de Charleroi (bataille de Charleroi).
- 22 août - 5 septembre : repli sur Jeumont, Cambrai, Péronne, Roye, Montdidier et Beauvais, jusque dans la région de Versailles.
- 5 - 10 septembre : engagée dans la bataille de l'Ourcq. Combats vers Nanteuil-le-Haudouin.
- 10 septembre - 25 octobre : mouvement vers le nord de Compiègne. Engagée dans la première bataille de Picardie (combat dans la région de Chaulnes), puis dans la première bataille d'Artois (combats d'Arras et d'Aix-Noulette), puis dans la première bataille des Flandres (combats de La Bassée, de Lestrem, de Laventie et de Fromelles).
- 25 octobre - 1er novembre : retrait du front, repos vers Steenvoorde.
- 1er - 18 novembre : mouvement vers la région de Cassel (éléments engagés à pied dans la bataille d'Ypres, combats de Messines).
- 18 novembre - 5 décembre : mouvement vers Wormhout ; repos.
- 5 décembre 1914 - 25 janvier 1915 : mouvement vers Saint-Pol ; repos (éléments en secteur vers Aix-Noulette et Liévin).

#### 1915
- 25 janvier - 12 février : mouvement vers Saint-Just-en-Chaussée ; repos.
- 12 février - 9 mai : transport par V.F. dans la région de Châlons-sur-Marne ; puis mouvements successifs, le 21 mars vers Ramerupt, le 1er avril vers Bar-le-Duc, le 17 avril vers Vaucouleurs, le 26 avril vers Baccarat ; repos.
- 9 mai - 25 novembre : transport par V.F. dans la région d'Amiens. Tenue prête les 7 juin et 25 septembre, à intervenir dans les seconde et troisième bataille d'Artois ; non engagée (éléments à pied en secteur du 1er juillet au 31 août vers Foncquevillers et du 19 octobre au 23 novembre vers Bailleulval).
- 25 novembre 1915 - 8 février 1916 : occupation d'un secteur vers Berles-au-Bois et Bailleulval (par alternance avec la 1re DC).

#### 1916
- 8 février - 4 mai : retrait du front, mouvement vers la région de Poix, puis vers celle de Marseille-en-Beauvaisis ; repos (éléments en secteur vers Armancourt et Andechy, à partir du 16 avril).
- 4 mai - 18 juin : occupation d'un secteur vers Andechy et Armancourt (par alternance avec la 1re DC).
- 18 juin - 10 septembre : retrait du front ; mouvement vers le camp de Crèvecœur ; repos et instruction. À partir du 11 août, mouvement vers la région d'Aumale ; repos.
- 10 septembre - 1er octobre : mouvement vers Corbie. Tenue prête à intervenir en vue de la poursuite dans la bataille de la Somme ; non engagée (éléments à pied en secteur vers Biaches du 20 août au 14 septembre, puis du 28 septembre au 8 octobre).
- 1er octobre - 11 novembre : mouvement vers Ailly-sur-Noye ; repos (éléments à pied en secteur vers Biaches, du 31 octobre au 11 novembre).
- 11 novembre 1916 - 5 février 1917 : mouvement vers la région de Compiègne et à partir du 18 novembre occupation (par alternance avec la 1re DC) d'un secteur entre Tracy-le-Mont et l'Oise, étendu à droite, le 2 décembre jusque vers la ferme Quennevières.

#### 1917
- 5 février - 17 mars : retrait du front ; repos et instruction vers L'Isle-Adam, puis à partir du 10 mars au camp de Crèvecœur.
- 17 - 21 mars : mouvement vers le front. À partir du 19 mars, poursuite des troupes allemandes à la suite de leur repli. Prise de Noyon et de Chauny.
- 21 mars - 15 avril : retrait du front, mouvement vers Villers-Cotterêts ; repos et instruction.
- 15 - 18 avril : mouvement vers la région Chéry-Chartreuve. Tenue prête à intervenir, en vue de la poursuite dans la bataille du Chemin des Dames ; non engagée.
- 18 - 27 avril : mouvement vers l'ouest de Château-Thierry.
- 27 avril - 29 août : mouvement vers la région de Villers-Cotterêts, puis à partir du 3 mai occupation d'un secteur entre l'Oise et Barisis-aux-Bois (du 29 avril au 12 mai, éléments engagés vers Laffaux). Au repos du 19 mai au 27 juin, puis occupation (avec des éléments de la 5e DC) d'un nouveau secteur entre Fresnes et Barisis-aux-Bois.
- 29 août - 29 septembre : retrait du front ; mouvement vers la région de Pontoise, puis à partir du 16 septembre vers celle de Chantilly ; repos.
- 29 septembre - 28 décembre : mouvement vers Noyon et occupation (avec des éléments des 1re et 5e DC) d'un secteur entre Quincy-Basse et Fresnes.
- 28 décembre 1917 - 23 février 1918 : retrait du front ; mouvement vers Pontoise ; repos.

#### 1918
- 23 février - 26 mars : transport par V.F. dans la région de Charité.
- 26 mars - 22 avril : transport par V.F. dans la région d'Amiens, repos. À partir du 11 avril, mouvement vers les Flandres.
- 22 avril - 3 mai : engagée à pied dans la troisième bataille des Flandres. Combats au mont Kemmel.
- 3 - 28 mai : retrait du front ; mouvement par étapes vers Aumale.
- 28 mai - 6 juin : mouvement vers Mareuil-sur-Ourcq. Le 1er juin, engagée dans la troisième bataille de l'Aisne, vers Marizy-Sainte-Geneviève ; à partir du 3 juin, travaux vers Marolles.
- 6 juin - 2 juillet : mouvement vers l'ouest de Senlis, puis vers Montmirail ; repos.
- 2 - 20 juillet : mouvement vers l'ouest de Châlons-sur-Marne. À partir du 15 juillet, engagée dans la quatrième bataille de Champagne dans la région de Montvoisin.
- 20 - 30 juillet : retrait du front, mouvement vers le nord de Château-Thierry. Tenue prête à intervenir dans la poursuite en direction de Fismes ; non engagée.
- 30 juillet - 22 septembre : mouvement vers le camp de Mailly ; instruction. Puis mouvement vers Nogent-sur-Seine ; repos.
- 22 septembre - 18 octobre : mouvement vers la vallée de la Suippe. Tenue prête à intervenir en vue de la poursuite dans la bataille de Champagne et d'Argonne ; non engagée.
- 18 octobre - 11 novembre : stationnement au sud-est d'Épernay, puis mouvement vers la région de Nancy.

### Rattachement
- mobilisation : corps Sordet
- septembre 1914 : corps Bridoux
- septembre 1914 : corps Conneau
- septembre 1914 : 1er corps de cavalerie

## L'entre-deux-guerres

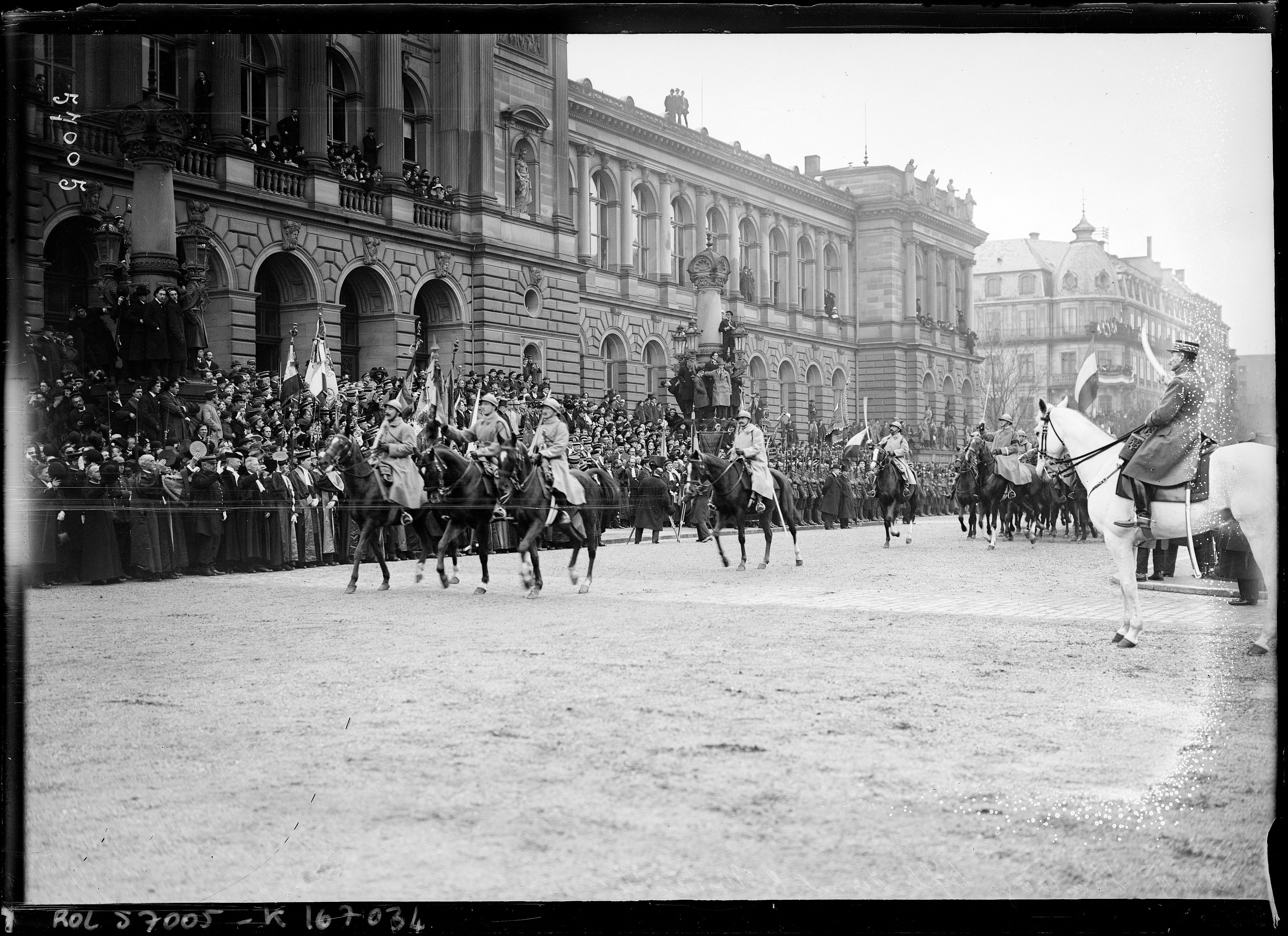
Défilé du 8e dragons devant le palais universitaire de Strasbourg, 1919.

En 1919, la division s'installe à Strasbourg puis son état-major gagne Lunéville en 1923. Dans les années 1920, la division est constituée comme suit, :
- 2e brigade de dragons, de Lunéville (général Moineville (pl)) :
  - 8e régiment de dragons, de Lunéville ;
  - 31e régiment de dragons, de Lunéville.
- 8e brigade de dragons, de Colmar (général Destremau) :
  - 11e régiment de dragons, de Colmar ;
  - 12e régiment de dragons, de Colmar.
- 4e brigade de dragons, de Metz (général Chassoux) :
  - 28e régiment de dragons, de Metz ;
  - 30e régiment de dragons, de Metz ;
  - 8e régiment de hussards, de Strasbourg.
- 3e groupe de chasseurs cyclistes.

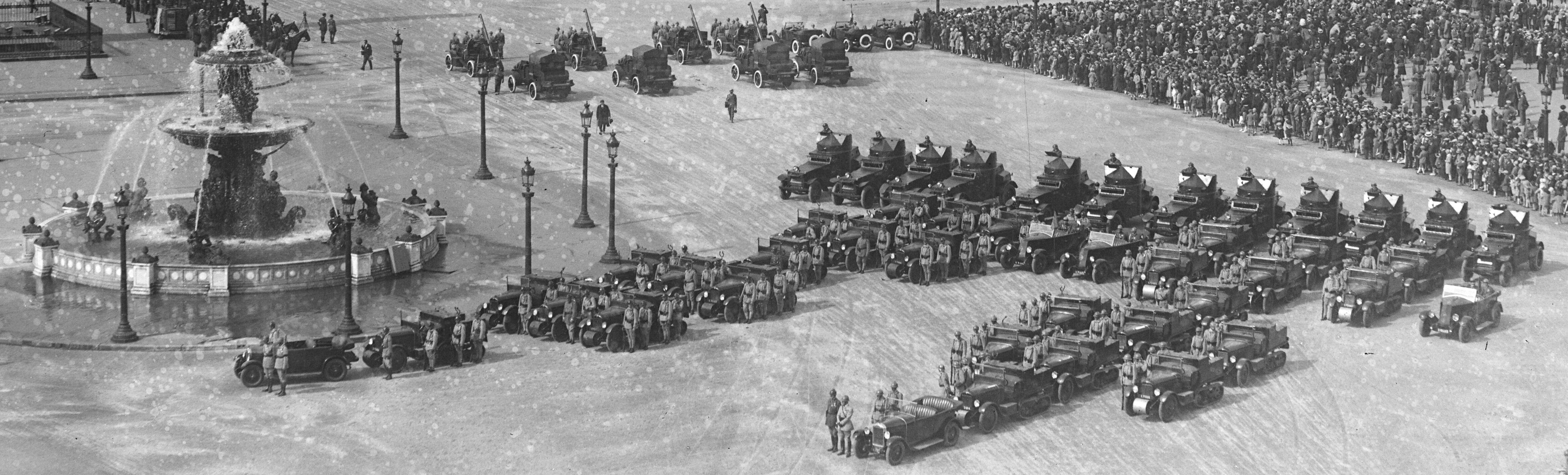
Éléments motorisés de la division le 14/7/1930 place de la Concorde.

En 1930, la 3e division de cavalerie de Lunéville devient la 2e division de cavalerie. La 3e division de cavalerie est alors recréée à Paris avec la composition suivante :
- 5e brigade de cavalerie :
  - 5e régiment de cuirassiers
  - 11e régiment de cuirassiers
- 6e brigade de cavalerie :
  - 4e régiment de hussards
  - 6e régiment de dragons
- 3e groupe d'escadrons d'automitrailleuses de cavalerie (puis 3e groupe d'automitrailleuses après 1933) :
  - 1er, 2e et 22e escadrons d'AMC
- 2e bataillon de dragons portés
- 72e régiment d'artillerie.

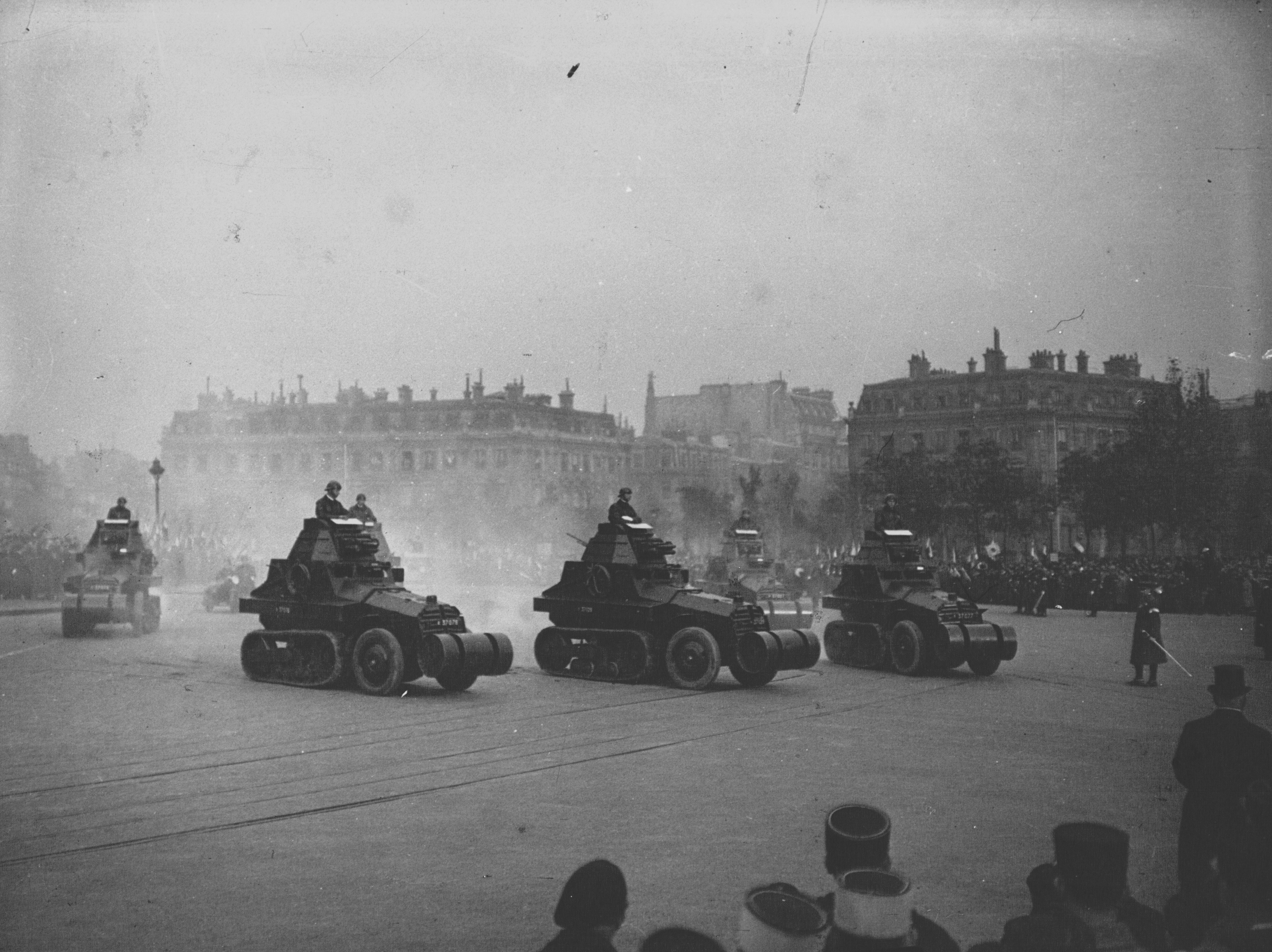
Automitrailleuses Schneider P16 du 3e GAM à Paris le 11/11/1934.

En juillet 1935, sa composition est :
- 5e brigade de cavalerie :
  - 5e régiment de cuirassiers
  - 11e régiment de cuirassiers
- 6e brigade de cavalerie :
  - 1er régiment de chasseurs à cheval
  - 19e régiment de dragons
- 3e groupe d'automitrailleuses
- 2e bataillon de dragons portés
- 72e régiment d'artillerie.

En janvier 1939 :
- 5e brigade de cavalerie :
  - 4e régiment de hussards
  - 6e régiment de dragons
- 6e brigade de cavalerie :
  - 11e régiment de cuirassiers
  - 12e régiment de chasseurs
- 3e groupe d'automitrailleuses
- 2e bataillon de dragons portés
- 72e régiment d'artillerie.

## La Seconde Guerre mondiale

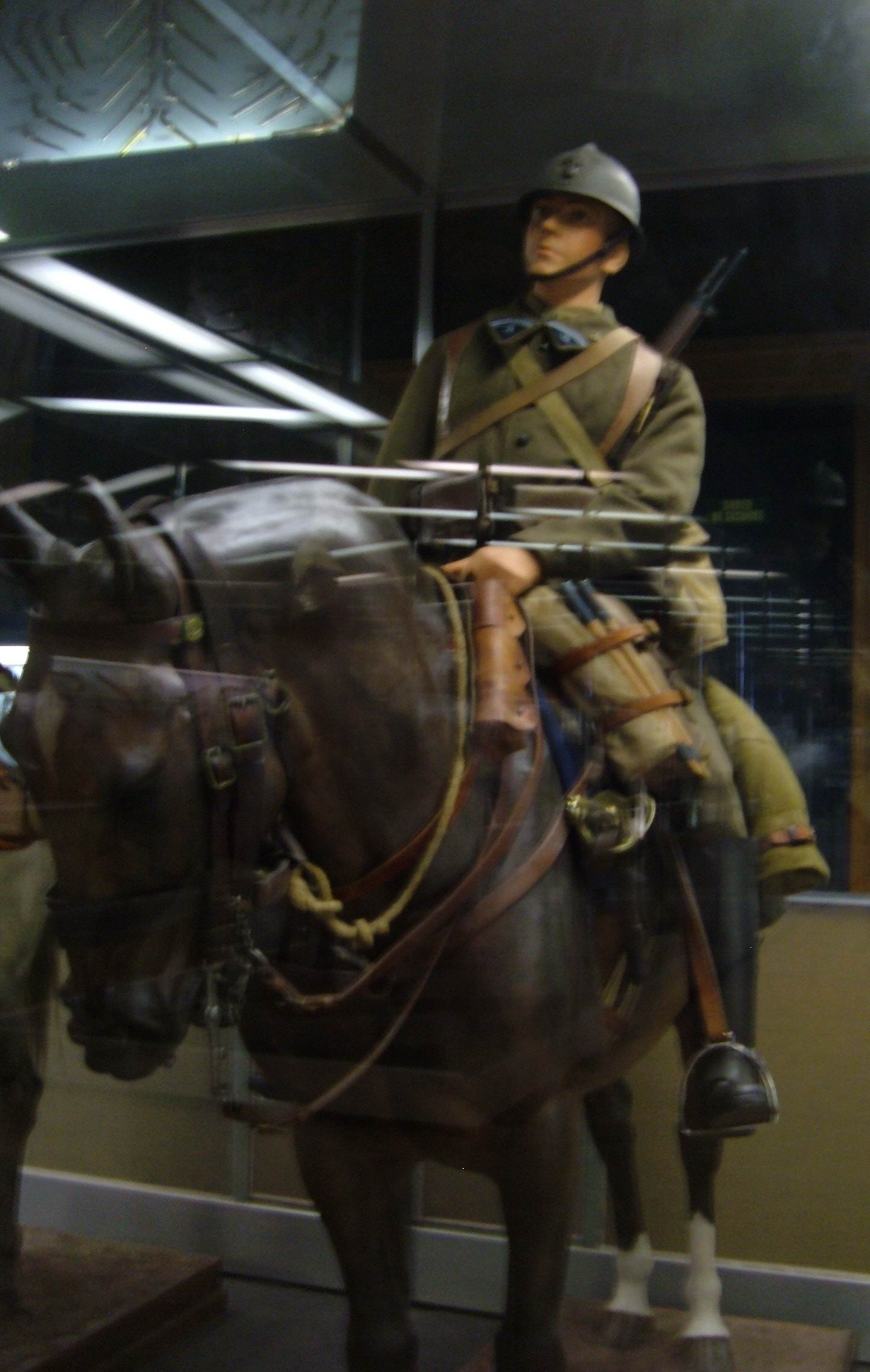
Présentation d'un cavalier du 4e régiment de hussards (5e brigade de cavalerie) en 1939.

Au début de la Seconde Guerre mondiale, la division quitte Paris et se porte dès le 27 août 1939 dans la région de Sedan. Début septembre, le 3e groupe d'automitrailleuses devient le 3e régiment d'automitrailleuses après mobilisation. À la fin de l'année 1939, elle est en position sur la ligne de front de la « drôle de guerre » dans la région de Longwy derrière la ligne Maginot.
Le 10 février 1945, la division est transformée en 3e division légère de cavalerie (3e DLC), formée avec la 5e brigade de cavalerie et les éléments motorisés de la division, tandis que la 6e brigade de cavalerie forme la composante montée de la nouvelle 5e division légère de cavalerie (5e DLC).
Ces deux divisions combattront en mai 1940 en Belgique face à la percée allemande dans les Ardennes.